# باغ هنرمند در ژیورنی
باغ هنرمند در ژیورنی (انگلیسی: The Artist's Garden at Giverny) یک تابلوی نقاشی رنگ روغن بر روی بوم کرباس از نقاش فرانسوی، کلود مونه است که در سال ۱۹۰۰ خلق شد. این نقاشی یکی از چندین اثر مشابه هنرمند با همین تم و زمینه است که از باغ خودش در ژیورنی و در ۳۰ سال انتهایی زندگی خلق کرد